# Latino sine flexione
Il Latino sine flexione, letteralmente «Latino senza inflessione», detto anche Interlingua (da non confondere con l'Interlingua della IALA), è una lingua artificiale inventata nel 1903 dal matematico italiano Giuseppe Peano. Si tratta di una versione semplificata del latino classico, in cui tutte le difficoltà delle terminazioni (declinazioni e coniugazioni) sono state soppresse. Questo progetto attirò l'attenzione, soprattutto grazie alla reputazione dell'autore, ma non conobbe mai un grande successo, e fu molto criticato. Nonostante ciò, Peano pubblicò numerosi testi in questa lingua e la utilizzò per tenere le sue lezioni.

## Morfologia

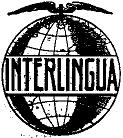
Logo del Latino sine flexione, denominato a volte Interlingua (da non confondere con l'Interlingua della IALA)

### Nomi
A partire dalla desinenza del genitivo del nome in latino, si giunge alla terminazione secondo queste regole:
| Desinenza del genitivo in latino  | 1: -ae | 2: -i | 3: -is | 4: -us | 5: -ei |
| Desinenza in Latino sine flexione | -a     | -o    | -e     | -u     | -e     |

Per il plurale si aggiunge -s alla desinenza del nome in Latino sine flexione.
| Nominativo in latino    | Genitivo in latino | Latino sine flexione singolare | Latino sine flexione plurale | Italiano |
| I declinazione: rosa    | rosae              | rosa                           | rosas                        | rosa     |
| II declinazione: amicus | amici              | amico                          | amicos                       | amico    |
| III declinazione: vox   | vocis              | voce                           | voces                        | voce     |
| IV declinazione: casus  | casus              | casu                           | casus                        | caso     |
| V declinazione: res     | rei                | re                             | res                          | cosa     |

### Aggettivi
Gli aggettivi sono formati come segue:
- Se la desinenza latina del neutro singolare è -um, essa diventerà -o in Latino sine flexione. (Esempio: novus, nova, novum (nuovo) = novo)
- Se la desinenza latina del neutro singolare è -e, essa rimarrà -e in Latino sine flexione. (Esempio: fortis, fortis, forte (forte) = forte)

### Pronomi

#### Pronomi personali
| Numero      | Singolare                           | Plurale |
| I persona   | me                                  | nos     |
| II persona  | te                                  | vos     |
| III persona | illo (egli), illa (ella), id (esso) | illos   |
| Riflessivo  | se                                  | se      |

### Verbi
- Se il verbo latino fa parte della prima coniugazione, si userà la vocale -a come desinenza.
- Se il verbo latino fa parte della seconda o della terza coniugazione, si userà la vocale -e come desinenza.
- Se il verbo latino fa parte delle quarta coniugazione, si userà la vocale -i come desinenza.

Il verbo quindi viene coniugato con queste desinenze:
- -a/-e/-i per il presente
- -are/-ere/-ire per l'infinito
- -ato/-eto/-ito per il participio passato

## Estratto
Il Padre nostro:
Patre nostro, Qui es in celos,
que Tuo Nomine fi sanctificato.
Que Tuo Regno adveni;
que Tuo Voluntate es facto
sicut in celo et in terra.
Da hodie ad nos nostro pane quotidiano.
Et remitte ad nos nostro debitos,
sicut et nos remitte ad nostro debitores.
Et non induce nos in tentatione,
sed libera nos ab malo.